# سیلک‌ایر
سیلک‌ایر (به انگلیسی: SilkAir) یک شرکت هواپیمایی با کد یاتا MI است که در تاریخ ۱۹۷۶ میلادی تأسیس شده و در تاریخ ۱۹۹۲ فعالیتش را آغاز کرده‌است.
دفتر مرکزی سیلک‌ایر در سنگاپور واقع شده‌است و قطب این شرکت هواپیمایی در فرودگاه چانگی سنگاپور قرار دارد و به ۵۱ مقصد، پرواز مستقیم انجام می‌دهد.